# Morirse está en hebreo
Morirse está en hebreo (distribuida internacionalmente en inglés como My Mexican Shivah) es una película mexicana del año 2007, dirigida por Alejandro Springall.

## Elenco
- Blanca Guerra - Julia Palafox
- Martha Roth - Rosita Shein
- Sergio Kleiner - Moishe Szellewansky
- Guillermo Murray - Dr. Berman
- Martin LaSalle - Isaac Fischer
- Raquel Pankowsky - Esther
- David Ostrosky - Ricardo
- Emilio Savinni - Nicolás
- Sharon Zundel - Galia
- Gustavo Sánchez Parra - Sargento Antúnez
- Margot Wagner - Eva Wolf
- Lenny Zundel - Jevreman
- Jacqueline Voltaire - Martha
- Ricardo Kleinbaum - Ari
- Max Kerlow - Rubinstein

## Ligas externas
- Morirse está en hebreo en Internet Movie Database (en inglés).
- En filmaffinity.com

- Datos: Q62004526